# Isabel de Castella, duquessa de York
Isabel de Castella (Tordesillas, estiu de 1355 - castell de Hertford, 23 de novembre de 1392), infanta de Castella, filla de Pere I de Castella i de Maria de Padilla, i duquessa de York pel seu matrimoni amb Edmund de Langley.

## Primers anys
Isabel va néixer el 1355, essent la tercera de les filles de Pere I de Castella i de la seva amant preferida, Maria de Padilla.
El 1361, el seu pare aconsegueix que les Corts proclamin els seus fills tinguts amb Maria de Padilla (Beatriu, Constança, Isabel i Alfons) descendents legítims i, per tant, hereus de la corona, elevant-los a la categoria d'infants; el rei al·legava que s'havia casat en secret amb Maria de Padilla, encara que tots sabien que la legítima esposa del rei, Blanca de Borbó, encara era viva al moment del suposat enllaç.

## Matrimoni
Constança, germana major d'Isabel, s'havia casat el 21 de setembre 1371 amb Joan de Gant, quart fill d'Eduard III d'Anglaterra i primer duc de Lancaster. Constança reclamava des de la mort del seu pare el 1369 el tron de Castella, ocupat llavors per Enric de Trastàmara, qui havia destronat el seu mig-germà Pere I.
L'11 de juliol 1372 Isabel, que havia acompanyat la seva germana a Anglaterra i que tenia 17 anys, es va casar amb el germà petit de Joan, Edmund de Langley, cinquè fill del rei Eduard III i primer duc de York, a Wallingford (Oxfordshire). Els matrimonis de les dues germanes formaven part d'una aliança dinàstica que buscava restaurar al tron els descendents de Pere I amb suport de la corona d'Anglaterra. Segons Pugh, Isabel i el seu espòs Edmund van ser un parell mal aparellat.

## Descendència
Es va casar al castell de Hertford, l'1 de març de 1372, amb Edmund de Langley, duc de York i quart fill del rei Eduard III d'Anglaterra, essent des de llavors coneguda amb el nom d'Isabella.
D'aquest matrimoni van néixer tres fills:
- Eduard (1373-1415), successor del seu pare com a duc de York; casat amb Felipa de Bohun, va morir en la batalla d'Azincourt.
- Constança (1374-1416), casada amb Thomas le Despenser, comte de Gloucester; a més, va tenir una filla il·legítima amb Edmund Holland, comte de Kent i baró de Woodstock.
- Ricard (1376-1415), heretà el títol de comte de Cambridge i morí decapitat.